# Skellefteå Riksteaterförening
Skellefteå Riksteaterförening är en ideell förening som köper in och arrangerar scenkonst från Riksteatern, men även från många olika fria grupper. 
På kulturområdet Nordanå finns den teater som används för de flesta av föreningens föreställningar.

## Historia
Skellefteå Riksteaterförening hör till stadens tidiga kulturföreningar. Redan 1933, samma år som Riksteatern bildades, skapades också "Riksteaterns publikorganisation". Med det var Skellefteå först ut i Västerbotten. Till ordförande valdes Norrans chefredaktör, Zolo Stärner, och han kvarstod på posten i 20 år. Den nybildade föreningens första föreställning arrangerades i april 1934 när Kungliga Dramatiska Teatern kom på besök med "En resa i natten".
En person som betytt mycket för teater i Skellefteå är Sigrid Nygren, som i nära 40 år var en kulturens förkämpe i teaterföreningens styrelse. 